# Ferme de l'abbaye de Villers-le-Temple
Pour les articles homonymes, voir Ferme de l'abbaye.
Ne doit pas être confondu avec Ferme de l'abbaye de Villers-la-Ville.
La ferme de l'abbaye  est un immeuble classé bâti au XVIIIe siècle, situé dans le village de Villers-le-Temple faisant partie de la commune de Nandrin en Belgique (province de Liège). 

## Localisation
La ferme se situe au no 3 de la rue de la Ferme de l'Abbaye, à environ 1 kilomètre au nord du centre historique du village condrusien de Villers-le-Temple et à environ 500 mètres au sud du château de la Tour-au-Bois, autre bien classé.

## Historique
Un édifice antérieur est mentionné notamment en 1548 à cet endroit. La construction de la ferme actuelle a lieu au cours des années de 1779 et 1780 comme l'attestent des inscriptions gravées. Elle était autrefois la propriété de l’abbaye cistercienne du Val-Notre-Dame d'Antheit qui vaut toujours à la ferme sa dénomination actuelle.

## Description
Les bâtiments disposés en quadrilatère ont été érigés en brique ainsi qu'en pierre calcaire pour les soubassements, les encadrements des baies et les chaînages d’angle. Les quatre ailes mesurent une cinquantaine de mètres et entourent une grande cour intérieure d'une superficie d'environ 1 100 m2. 
Au centre de l'aile orientale, le portail d'accès à la cour intérieure sous la forme d'une entrée charretière cintrée est surmonté d'une niche avec une statue de la Vierge et se trouve sous une partie plus haute que le reste du bâtiment. L'aile nord comporte un panneau aux armes de l’abbesse Barbe de Senzeille-Soumagne daté de 1780. L’aile occidentale abrite le corps de logis érigé en double corps de cinq travées et surmonté par un fronton triangulaire armorié daté de 1779. L'aile sud est principalement occupée par une grange accessible par une seconde entrée charretière cintrée.

## Classement et protection
La ferme de l'abbaye est reprise depuis le 27 avril 1982 sur la liste du patrimoine immobilier classé de Nandrin. La ferme est une propriété privée.